# Los postigos verdes
Los postigos verdes (título original en francés: Les volets verts ) es una novela del escritor belga Georges Simenon, que fue escrita en Carmel-by-the-Sea del 16 al 27 de enero de 1950  y publicada en París en septiembre del mismo año se publicó Presses de la Cité.
El “gran Maugin” es un actor francés muy conocido y exitoso que se abrió camino desde un entorno humilde. A pocos días de cumplir 60 años, el diagnóstico de un médico lo desvía del rumbo.

## Argumento
A sus 59 años, Émile Maugin, conocido como “el gran Maugin”, ha alcanzado la cima de su carrera. Creció en Vendée y provenía de un entorno pobre (su padre era alcohólico, su madre era una prostituta ocasional), se abrió camino a través de años trabajando en espectáculos de variedades y ferias y ahora es una célebre estrella de cine y teatro. Después de dos divorcios - la primera esposa, una anciana gran dama del teatro francés, le dio a su joven protegido sus primeros papeles teatrales, la segunda, una belleza sudamericana, tuvo numerosos amantes además de él, ha encontrado el amor de su vida en Alice, de 22 años.. Pero ella también le engaña, su hija no es suya y él conoce a su amante por primera vez en un restaurante. Su hijo biológico, Emile Cadot, por el contrario, fruto de una relación extramatrimonial, no puede rehacer su vida y le pide dinero regularmente a su padre. Él es sólo uno de los numerosos peticionarios que cada día asedian el vestuario del famoso actor y esperan su ayuda y apoyo.
El diagnóstico de un médico que declara que el hombre de 59 años tiene el corazón desgastado de un hombre de 75 y sólo le da unos años más si se lo toma con calma, desvía a Maugin del camino. Por primera vez siente lo agotado y cansado que está al final de su agitada vida. Fuera de sus contratos actuales, huye de todas las obligaciones en la Costa Azul para relajarse pescando. Pero tampoco aquí entra en razón: nuevas exigencias simplemente reemplazan a las antiguas, que se siente aun menos capaz de afrontar. También contrae una infección cuando pisa un anzuelo de pesca, que no puede tratarse debido a su corazón débil. Viaja de nuevo a París, donde encuentra a dos amigos de la infancia que, a diferencia de él, nunca salieron del fracaso y ahora vegetan como clochards. En la noche siguiente con una prostituta, Maugin colapsa y delira cuando su preocupado secretario Adrien Jouve lo lleva al hospital. En su agonía, fantasea con una audiencia judicial en la que se juzgará su culpabilidad. Se da cuenta de que su vida ha consistido sobre todo en una cosa: escapar. Parece tener a su alcance aquello de lo que ha estado huyendo y lo que siempre ha estado buscando, pero ya no puede expresarlo. Cuando su corazón se detiene, le confiesa su culpa a la enfermera: orinó la cama. La noticia de su muerte ya ocupa las primeras planas de los periódicos.

## Interpretación

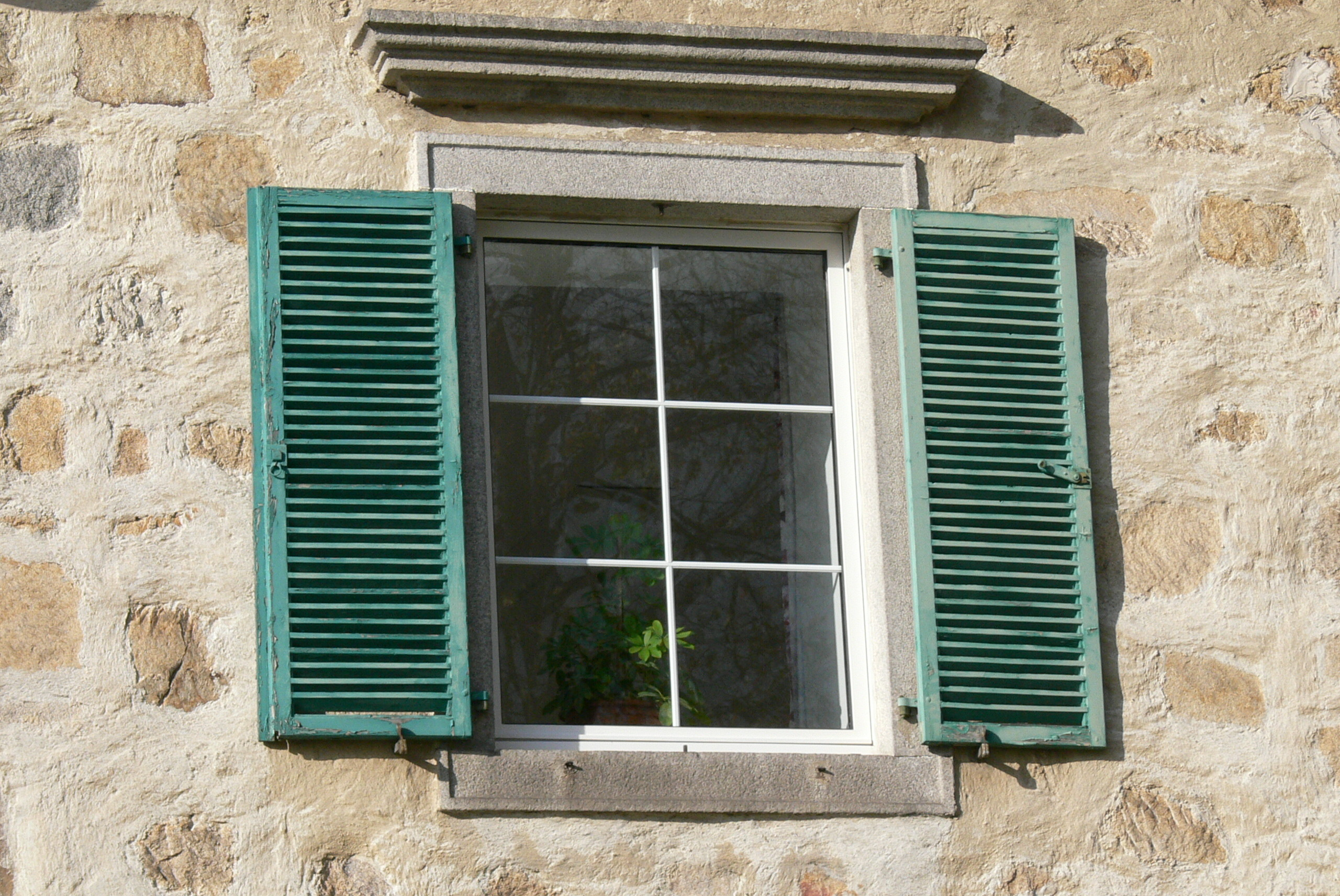
En la novela, las contraventanas verdes se convierten en un símbolo del idilio doméstico.

Según Lucille F. Becker, el tema de la enfermedad como desencadenante del autoconocimiento no es un tema raro en la literatura. Se refiere, por ejemplo, a La muerte de Iván Ilich de Tolstoi y La montaña mágica de Thomas Mann, pero nunca antes se había demostrado con tanto rigor insoportable la nada de la existencia humana como en Los postigos verdes. La novela combina muchos de los temas principales de la obra de Simenon: las influencias psicológicas de la infancia, los sentimientos de culpa que surgen por la traición de los propios ideales, la soledad, el exilio, el alcohol, la inutilidad de la huida y el cuerpo como expresión del alma enferma. Usando el ejemplo de Maugin, Simenon muestra que lo que importa no es el objetivo, sino el camino para llegar allí, la energía y el entusiasmo con el que se persigue. Habiendo logrado su objetivo, Maugin simplemente descubre su nada. Sus sentimientos de culpa y alienación son típicos de los protagonistas de Simenon. Ilustraron la tesis de Camus de que ninguna persona es completamente culpable o inocente, y van de la mano con la negativa de Maigret a condenar a un perpetrador por sus acciones.
Franz Schuh describió la novela como “una obra maestra que cuenta la historia de cómo alguien acepta su vida”, en el sentido de que le pone fin. El protagonista es “una persona que no está en casa dentro de sí misma, no quiere estar donde tiene que estar”. A través de la descripción de Simenon, se hace justicia al personaje realmente antipático y resulta ser una persona que simplemente está tratando de hacer frente a su vida. Los postigos verdes del mismo nombre, que en la novela son la expresión del anhelo por un hogar idílico con el que sueña primero la primera esposa de Maugin, y más tarde el propio Maugin, Schuh las llamó "la flor azul del filisteo". Cualquier importancia que tuvieran para su autor se hizo evidente unos meses después de escribir la novela, cuando Simenon compró la llamada Shadow Rock Farm en Lakeville, Connecticut, donde viviría durante los siguientes cinco años: una vieja casa de madera blanca con postigos verdes.

## Trasfondo
Los postigos verdes se leyó a menudo como una novela en clave sobre el actor francés Raimu, fallecido en 1946. Simenon siempre se resistió a esta lectura, sobre todo porque había sido amigo de Raimu. En privado, describió al personaje de Émile Maugin como una amalgama de varios actores, entre ellos Harry Baur, Michel Simon, Charlie Chaplin y, sobre todo, W. C. Fields. Sin embargo, para contrarrestar los rumores, escribió una nota preliminar en la que distanciaba a su novel personaje de todos estos modelos a seguir. También rechazó las conexiones entre su propia biografía y la de Maugin y afirmó que, aparte del examen médico al comienzo de la novela, sólo había coincidencias inquietantes entre él y su personaje.
De hecho, en 1940, cuando Simenon vivía en Vendée durante la ocupación de Francia, él mismo recibió el diagnóstico de un médico de que tenía el corazón desgastado y que sólo le quedaban unos pocos años para vivir en estricta abstinencia. Impresionado por este diagnóstico, pasó los meses siguientes temiendo la muerte y escribió sus memorias. No fue hasta 1944 que los especialistas de París descubrieron que se trataba de un diagnóstico erróneo. El propio Simenon dijo que el pasaje de la novela no era ficticio y correspondía a su experiencia de ese momento. Sin embargo, también existen otros paralelismos entre el personaje y el autor. La aventura del actor con su criada recuerda la relación del propio Simenon con su criada Boule, quien entonces también citaba Los postigos verdes entre sus libros favoritos de Simenon. Se mencionan numerosos lugares que desempeñaron un papel importante en la relación de Simenon con su primera esposa Tigy, como el Boulevard des Batignolles, la Place Constantin-Pecqueur y Fouquet's. Otras similitudes van desde el consumo excesivo de alcohol y ataques de celos hasta un barco llamado “Girelle”. Por último, pero no menos importante, Stanley G. Eskin también ve un paralelo entre el sentimiento de desilusión de Maugin en medio del éxito público y la propia situación de vida de Simenon, por lo que juzgó: "Con Maugin, creó un personaje complejo con puntos fuertes y débiles que correspondían en particular a las contradicciones de su propia personalidad.” 

## Recepción
Simenon consideró la novela, escrita en una fase de euforia y trabajo literario intensivo tras el nacimiento de su segundo hijo en Estados Unidos, como una obra importante de su trayectoria. Lo describió como “quizás el libro que los críticos me han exigido durante mucho tiempo y que siempre he esperado escribir algún día”. Muchos críticos todavía hoy están de acuerdo con esta evaluación. Entre los admiradores del libro se encontraban el antiguo editor de Simenon, Gaston Gallimard  y el escritor Henry Miller, quien, después de leer la novela y Carta a mi juez valoró la importancia de Simenon mucho más que su reputación. El biógrafo de Simenon, Patrick Marnham, la considera una de las mejores novelas del autor, al igual que su colega Lucille F. Becker. El autor de ciencia ficción Andreas Eschbach seleccionó la novela para una antología sobre autores y sus profesores y explicó con su ejemplo cómo Simenon creaba sus novelas a partir de personajes y escenas enteras a partir de detalles individuales.
Charles J. Rolo, crítico del New York Times, admitió que no entendía la novela ni la desgracia de su héroe. Sin embargo, reconoció las cualidades balzacianas en el poder y la precisión de la novela, su humor brutal y su humanidad apasionada. El personaje principal tiene “una dignidad y una fuerza trágicas”. Kirkus Reviews encontró en la novela "una disección precisa, tanto médica como emocional-patológica, eclipsada por los fantasmas de la muerte y la desesperación en lugar del habitual tema del asesino  Según Peter Kaiser, el relato que da el moribundo es "tan despiadado y combativo como la vida de Maugin y... lo más desgarrador que Simenon haya escrito jamás".

## Adaptaciones
- En 1988, Milan Dor y Milo Dor filmaron Les volets verts como una película para televisión austro-francesa como parte de la serie L'heure Simenon. Armin Mueller-Stahl interpretó el papel de Emil.[18]
- 2022: Les Volets verts, adaptación cinematográfica realizada por Jean Becker, con Gérard Depardieu y Fanny Ardant.[19]